# Kenzō Taniguchi
Kenzō Taniguchi (japanisch 谷口 堅三 Taniguchi Kenzō; * 15. September 1988 in der Präfektur Kagoshima) ist ein japanischer Fußballspieler.

## Karriere
Seinen ersten Vertrag unterschrieb er 2007 bei Sagan Tosu. Der Verein spielte in der zweithöchsten Liga des Landes, der J2 League. Für den Verein absolvierte er 31 Ligaspiele. 2010 wechselte er zu FC Kagoshima (heute: Kagoshima United FC). 2015 wechselte er zum Drittligisten Grulla Morioka. Für den Verein absolvierte er 89 Ligaspiele. 2018 wechselte er zum Ligakonkurrenten Fujieda MYFC. Für den Verein absolvierte er 33 Ligaspiele. 2020 wechselte er zu J.FC Miyazaki.